# ゲイリー・ニケンズ
ゲイリー・ニケンズ（英: Gary Nickens）は、俳優である。

## 出演

### 映画
- バッドボーイズ2バッド（2003年） - TNT Fanuti[1]（ファヌーチ刑事）
- アイランド（2005年） - Laurent Team Member[1]